# Arthur Rankin, Jr.
Arthur Rankin, Jr. (Nueva York, 19 de julio de 1924-Harrington Sound, Bermudas; 30 de enero de 2014) fue un director, productor y guionista de cine bermudeño, cuyo trabajo se centró en el cine de animación. Era hijo de los actores Arthur Rankin y Marian Manfield; y nieto de Harry Davenport, actor conocido por interpretar al Dr. Meade en Lo que el viento se llevó (1939).
A comienzos de los años 1960, junto a Jules Bass, fundó la productora cinematográfica llamada Videocraft International, que más tarde se convertiría en Rankin/Bass Productions, Inc. Los dos trabajaron mano a mano durante muchos años, codirigiendo y produciendo una gran cantidad de películas y series animadas en stop motion, de las que quizá las que lograron mayor impacto fueron varios especiales televisivos navideños, como Rudolph the Red-Nosed Reindeer, Santa Claus Is Comin' to Town, Rudolph's Shiny New Year, The Year Without a Santa Claus, Frosty the Snowman, Twas the Night Before Christmas, o Jack Frost. Rankin está acreditado como creador de la historia de muchas producciones de la Rankin/Bass, entre las que destacan las películas The Daydreamer y Mad Monster Party?.  En 1977 Rankin y Bass produjeron una versión animada de El hobbit, la novela de J. R. R. Tolkien. El equipo formado por este par también ejerció en una amplia variedad de series de televisión animadas, como Thundercats y Silverhawks. La pareja trabajó junta por última vez en un especial televisivo de 1987 basado en El viento en los sauces. La última acreditación de Rankin como productor fue en la versión animada de 1999 de The King and I, en la que Bass no estuvo involucrado.